# Tschandyr
Der Tschandyr (im Iran: Dschergelan) ist ein linker Nebenfluss des Samur im Nordosten des Iran und im Südwesten von Turkmenistan.
Der Tschandyr entspringt im Kopet-Dag-Gebirge in der iranischen Provinz Nord-Chorasan. Er fließt in westnordwestlicher Richtung. Dabei passiert er die Orte Baghleq und Bacheh Darreh. Später überquert der Fluss die Grenze zu Turkmenistan. Schließlich erreicht er den Flusslauf des Samur, der nach Westen zum Atrak fließt.
Der Tschandyr hat eine Länge von 90 km. Sein Einzugsgebiet umfasst 1820 km². In den Sommermonaten fällt der Flusslauf des Tschandyr trocken. Der höchste gemessene Abfluss am Tschandyr wurde im Jahr 1963 gemessen und betrug 422 m³/s.
Ein Teil des Flusswassers wird zu Bewässerungszwecken abgeleitet.